# Ťi-lung
Ťi-lung (čínsky 基隆市, tongyong pinyin Jilóng shìh, tchajwansky Ke-lâng-chhī, též Keelung) je město na úrovni okresu na Tchaj-wanu. Jeho sousedem je Nová Tchaj-pej.

## Dějiny
Území dnešního Ťi-lungu obývali nejprve domorodé lidé z etnika Ketagalan. V roce 1626 zde Španělé začali budovat pevnost San Salvador, a Ťi-lung se tak stal spolu s později vybudovanou pevností Santo Domingo v dnešním Tamsui jednou ze dvou osad Španělské Východní Indie na Tchaj-wanu. Již v roce 1642 Holanďané, kteří ovládali část jihozápadního pobřeží ostrova, pevnost dobyli a přejmenovali na Noort Hollant. V roce 1661, kdy Koxinga se svým vojskem dobyl hlavní osadu Holanďanů pevnost Zeelandia (dnešní Tchaj-nan), Holanďané vzdali i pevnost v Ťi-lungu.
V roce 1863 Čchingská říše otevřela přístav zahraničnímu obchodu a město se začalo rychle rozvíjet, i díky zlata a uhlí, které se v oblasti těžilo. Město bylo známé pod názvem Ke-lang, jehož možným původem je tchajwanská výslovnost slova, jakým Chanové označovali lidé Ketagalan. Koncem 19. století bylo město přejmenováno z Ke-Lang na Kelung/Kilong. První železniční trať na Tchaj-wanu se začala budovat roku 1887 a vedla z Ťi-lungu do Sin-ču.
V roce 1895, kdy Tchaj-wan na základě Šimonosecké smlouvy připadl Japonskému císařství, zde na přelomu května a června téhož roku přistálo japonské okupační vojsko. Za dob japonské kolonizace se Ťi-lung stal hlavním přístavem ostrova a zajišťoval spojení s Japonským souostrovím. Kvůli své vojenské i ekonomické důležitosti se přístav stal terčem amerických náletů za druhé světové války a byl skoro celý zničen.
Po válce město i přístav postupně nabyly opět na významu, v roce 1984 byl Ťi-lungský přístav světově sedmým největším přístavem kontejnerové námořní dopravy.

## Městské části
Ťi-lung se dělí na sedm městských částí (區 čchü):
| Mapa | Český přepis | Český přepis | Znaky     | Pinyin     | Tchajwansky | Počet obyvatel (2016) | Rozloha (km²) |
| ---- | ------------ | ------------ | --------- | ---------- | ----------- | --------------------- | ------------- |
|      |              | Čung-čeng    | 中正區    | Zhōngzhèng | Tiong-chèng | 52 689                | 10,21         |
|      | Čung-šan     | 中山區       | Zhōngshān | Tiong-san  | 48 369      | 10,52                 |               |
|      | Žen-aj       | 仁愛區       | Rén-ài    | Jîn-ài     | 45 563      | 4,23                  |               |
|      | Sin-i        | 信義區       | Xìnyì     | Sìn-gī     | 51 621      | 10,67                 |               |
|      | An-le        | 安樂區       | Ānlè      | An-lo̍k     | 81 298      | 18,03                 |               |
|      | Nuan-nuan    | 暖暖區       | Nuǎn nuǎn | Loán-loán  | 38 393      | 22,83                 |               |
|      | Čchi-tu      | 七堵區       | Qī dǔ     | Chhit-tó͘   | 54 086      | 56,27                 |               |